# Niels Henrik Abel

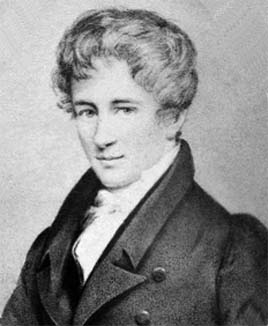
Niels Henrik Abel

Niels Henrik Abel (Finnøy, 25 augustus 1802 — Froland, 6 april 1829) was een Noorse wiskundige.

## Levensloop
Abel stamde uit een arme familie en studeerde met een beurs aan de universiteit van Christiania (de toenmalige naam van Oslo). Na de publicatie van zijn werk over vijfdegraadsvergelijkingen in 1824 kreeg hij geld om naar Duitsland en Frankrijk te reizen. Hij bezocht Heinrich Christian Schumacher in Altona (bij Hamburg), August Leopold Crelle in Berlijn en via Freiberg trok hij naar Parijs. Financiële problemen dwongen hem terug te keren naar Noorwegen. Crelle regelde een aanstelling in Berlijn, maar Abel stierf aan tuberculose voordat dit aanbod hem bereikte.

## Wiskundige prestaties
Abel bestudeerde differentiaal- en integraalrekening, de functietheorie en de Galoistheorie. Hij is beroemd geworden door als eerste te bewijzen dat de algemene vijfdegraadsvergelijking niet met radicalen kan worden opgelost. Dit is de stelling van Abel-Ruffini. Voor oneindige reeksen formuleerde hij een stelling, die naar hem is genoemd. Verder is hij samen met Carl Jacobi de ontdekker van de elliptische functies. Zijn naam leeft voort in de wiskunde, zoals in de twee genoemde stellingen, in de abelse groepen (commutatieve groepen), en in bepaalde elliptische functies, de abelse functies. Hij verrichtte fundamenteel onderzoek naar oneindige functiereeksen (samen met Cauchy). Abel schreef de Memoire sur les equations algébraïque (1824).

## Abelprijs
In 2001 nam de Noorse regering ter gelegenheid van zijn 200e geboortedag in 2002 het initiatief tot het instellen van de Abelprijs, met als doel de wiskunde te promoten, in het bijzonder voor jonge mensen.